# گاه‌شمار قرن اول هجری
گاه‌شمار قرن اول هجری قمری و خورشیدی نگاهی به وقایع قرن نخست هجری خورشیدی در تاریخ اسلام است.
- ۲۹ صفر ۱ هجری: یکشنبه ۲۳ شهریور سال اول هجرت؛ نقشهٔ مشرکان برای قتل محمد

- اول ربیع‌الاول ۱ هجری: دوشنبه ۲۴ شهریور سال اول هجری شمسی؛ هجرت پیامبر از مکه به مدینه

- ۴ ربیع‌الاول ۱ هجری: پنج‌شنبه ۲۷شهریور سال اول هجری شمسی؛ خروج محمد از غار ثور

- ۱۲ ربیع‌الاول ۱ هجری: جمعه ۴ مهر سال اول هجری شمسی؛ ورود محمد به مدینه و برپایی اولین نماز جمعه

- ۱۰ رمضان ۱ هجری: جمعه ۲۹ اسفند سال اول هجری شمسی؛ بستن پیمان برادری میان یاران محمد و نیز میان پیامبر و علی بن ابی طالب

- اول ربیع‌الاول ۲ هجری: جمعه ۱۳ شهریور سال دوم هجری شمسی؛ سریهٔ عبیدة بن حارث

- ۱۵ ربیع‌الاول ۲ هجری: جمعه ۲۷ شهریور سال دوم هجری شمسی؛ سریهٔ حمزه بن عبدالمطلب

- ۱۷ رمضان ۲ هجری: سه‌شنبه ۲۵ اسفند ۲ هجری شمسی؛ غزوهٔ بدر

- ۱۵ شوال ۲ هجری: سه‌شنبه ۲۴ فروردین ۳ هجری شمسی؛ غزوهٔ بنی‌قین‌قاع

- اول ذی‌الحجه ۲ هجری: جمعه ۷ خرداد ۳ هجری؛ ازدواج علی بن ابی‌طالب و فاطمه زهرا دختر پیامبر اسلام

- ۹ ذی‌الحجه ۲ هجری: شنبه ۱۵ خرداد ۳ هجری؛ اعلام مسدودشدن همهٔ درهایی که به سوی مسجد مدینه باز می‌شوند جز در خانهٔ علی بن ابی‌طالب و همسرش

- ۲۰ صفر ۳ هجری: یکشنبه ۲۴ مرداد ۳ هجری؛ واقعهٔ بئر معونه و کشتار مبلغان اسلام به دست مشرکان

- اول جمادی‌الثانی ۳ هجری: دوشنبه اول آذر سال سوم هجری شمسی؛ سریه زید بن حارثه در قردة

- ۱۵ رمضان ۳ هجری: جمعه ۱۳ اسفند سال ۳ هجری؛ تولد حسن بن علی

- ۷ شوال ۳ هجری: شنبه ۶ فروردین ۴ هجری؛ غزوهٔ احد و شکست مسلمانان مدینه از کفار مکه؛ قتل حمزة بن عبدالمطلب و۷۰ تن از مسلمانان

- ۱۶ شوال ۳ هجری: دوشنبه ۱۵ فروردین ۴ هجری؛ غزوهٔ حمراءالاسد

- اول محرم ۴ هجری: پنج‌شنبه ۲۶ خرداد ۴ هجری؛ سریه ابوسلمة بن عبدالاسد

- ۲۲ ربیع‌الاول ۴ هجری: یکشنبه ۱۳ شهریور ۴ هجری؛ غزوهٔ بنی‌نضیر

- ۲۹ ربیع‌الثانی ۴ هجری: سه‌شنبه ۱۹ مهر ۴ هجری؛ درگذشت زینب بنت خزیمة از همسران محمد

- ۳ شعبان ۴ هجری: چهارشنبه ۲۱ دی ۴ هجری؛ تولد حسین بن علی

- ۱۰ محرم ۵ هجری: چهارشنبه ۲۳ خرداد ۵ هجری؛ غزوه ذات الرقاع

- ۲۵ ربیع‌الاول ۵ هجری: یکشنبه ۴ شهریور ۵ هجری؛ غزوهٔ دومة الجندل

- ۵ رجب ۵ هجری: یکشنبه ۱۱ آذر ۵ هجری شمسی؛ تولد زینب

- اول شوال ۵ هجری: دوشنبه ۶ اسفند ۵ هجری؛ در این ماه جنگ خندق رخ داد

- ۲۳ ذی‌القعده ۵ هجری: چهارشنبه ۲۸ فروردین ۶ هجری؛ آغاز غزوهٔ بنی‌قریظه

- ۵ محرم ۶ هجری: چهارشنبه ۸ خرداد ۶ هجری؛ آغاز سریه عبدالله بن انیس

- ۱۰ محرم ۶ هجری: دوشنبه ۱۳ خرداد ۶ هجری؛ سریه قرطاء

- ۴ ربیع‌الثانی  ۶ هجری: یکشنبه ۳ شهریور ۶ هجری؛ غزوهٔ غابة

- اول ذی‌القعده ۶هجری: یکشنبه ۲۵ اسفند ۶ هجری؛ در این ماه صلح حدیبیه رخ داد.

- ۱۵ محرم ۷ هجری: چهارشنبه ۷ خرداد ۷ هجری؛ آغاز غزوه خیبر

- اول ربیع‌الاول ۷ هجری: شنبه ۲۱ تیر ۷ هجری؛ پیروزی خیبر

- اول صفر ۸ هجری: چهارشنبه ۱۳ خرداد ۸ هجری؛ اسلام آوردن بزرگان مشرک مکه

- ۲۰ رمضان ۸ هجری: پنج‌شنبه ۲۴ دی ۸ هجری؛ فتح مکه توسط پیامبر اسلام

- ۶ شوال ۸ هجری: شنبه ۱۰ بهمن ۸ هجری؛ غزوهٔ حنین

- اول محرم ۹ هجری: جمعه ۳ اردی‌بهشت ۹ هجری؛ صدور فرمان زکات

- ۱۰ جمادی‌الاول ۹ هجری: شنبه، ۶ شهریور ۹ هجری شمسی؛ قتل خسروپرویز به دست پسرش شیرویه

- اول رجب ۹ هجری: یکشنبه ۲۵ مهر ۹ هجری؛ غزوهٔ تبوک

- ۴ ذی‌الحجه ۹ هجری: چهارشنبه ۲۵ اسفند ۹ هجری؛ عزل ابوبکر از ابلاغ سوره برائت به مراسم حج از سوی پیامبر به دستور الهی و اعزام علی بن ابی طالب برای این مأموریت

- ۲۴ ذی‌الحجه ۹ هجری: چهارشنبه ۱۶ فروردین ۱۰ هجری؛ داستان مباهله میان پیامبر اسلام و کشیشان مسیحی

- ۲۵ ذی‌القعده ۱۰ هجری: شنبه ۵ اسفند ۱۰ هجری؛ حرکت پیامبر از مدینه برای آخرین حج

- ۸ ذی‌القعده ۱۰ هجری: یکشنبه ۶ اسفند ۱۰ هجری؛ تولد محمد بن ابی‌بکر

- ۸ ذی‌الحجه ۱۰ هجری: جمعه ۱۸ اسفند ۱۰ هجری؛ انجام آخرین مراسم حج توسط پیامبر

- ۱۸ ذی‌الحجه ۱۰ هجری: دوشنبه ۲۸ اسفند ۱۰ هجری؛ حادثهٔ غدیر خم

- ۲۴ ذی‌الحجه ۱۰ هجری: یکشنبه ۵ فروردین ۱۱ هجری؛ نزول آیه ولایت (پس از ماجرای بخشیدن انگشتر توسط علی بن ابی‌طالب به یک مستمند)

- ۱۵ محرم ۱۱ هجری: یکشنبه ۲۶ فروردین ۱۱ هجری؛ ورود نمایندگان تیرهٔ نخع به مدینه و گرایش آن تیره به اسلام

- ۲۷ صفر ۱۱ هجری: یکشنبه ۶ خرداد ۱۱ هجری؛ کشته شدن اسود عنسی (مدعی نبوت در یمن) به دست فرماندار ایرانی یمن، حرکت اسامة بن زید (سردار ۱۹ ساله) برای نبرد با روم از مدینه.

- ۲۸ صفر ۱۱ هجری: دوشنبه ۷ خرداد ۱۱ هجری؛ درگذشت پیامبر اسلام

- ۷ ربیع‌الاول ۱۱ هجری: سه‌شنبه ۱۵ خرداد ۱۱ هجری؛ حمله به خانهٔ فاطمه زهرا و علی

- ۳۰ ربیع‌الاول ۱۱ هجری: پنج‌شنبه ۷ تیر ۱۱ هجری؛ حرکت سپاه اسامة به روم

- ۳ جمادی‌الثانی ۱۱ هجری: چهارشنبه ۷ شهریور ۱۱ هجری؛ درگذشت فاطمه زهرا دختر محمد

- ۲۸ جمادی‌الاولی ۱۳ هجری: شنبه ۱۱ مرداد ۱۳ هجری؛ جنگ اجنادین و پیروزی مسلمانان بر رومیان

- ۶ جمادی‌الآخر ۱۳ هجری: یک‌شنبه ۱۹ مرداد ۱۳ هجری؛ آغاز بیماری ابوبکر بن ابی‌قحافه

- ۱۴ جمادی‌الثانی ۱۳ هجری: ۲۷ مرداد ۱۳ هجری شمسی؛ جنگ یغوث بین مسلمانان و رومیان و نزدیک نهر تیبیریه دمشق

- ۲۲ جمادی‌الآخر ۱۳ هجری: سه‌شنبه ۴ شهریور ۱۳ هجری؛ درگذشت خلیفه ابوبکر بن ابی‌قحافه؛ خلافت عمر بن خطاب

- ۱۸ جمادی‌الثانی ۱۳ هجری: جمعه ۳۱ مرداد ۱۳ هجری؛ جنگ مرج صُقّر در سوریه

- ۱۹ جمادی‌الثانی ۱۳ هجری: یکشنبه اول شهریور ۱۳ هجری؛ آغاز محاصرهٔ دمشق

- ۱۹ رجب ۱۳ هجری: یکشنبه ۳۰ شهریور ۱۳ هجری؛ در این ماه فتح دمشق به دست مسلمانان رخ داد

- ۲۱ رجب ۱۳ هجری: سه‌شنبه اول مهر ۱۳ هجری؛ آغاز عملیات تعقیب رومی‌های فراری از دمشق توسط مسلمانان موسوم به نبرد مرج الدیباج

- ۲ شعبان ۱۳ هجری: شنبه، ۱۲ مهر ۱۳ هجری؛ بازگشت مسلمانان از جنگ مرج الدیباج

- ۱۶ شعبان ۱۳ هجری: شنبه، ۲۶ مهر ۱۳ هجری؛ جنگ عبدالقدس بین مسلمانان و رومیان با پیروزی مسلمانان

- ۲۸ ذی‌القعده ۱۳ هجری: دوشنبه ۶ بهمن ۱۳ هجری؛ شکست رومیان در نبرد فحل و فتح شهر فحل به دست مسلمانان

- ۷ رجب ۱۵ هجری: پنج‌شنبه ۲۷ مرداد ۱۵ هجری؛ آغاز جنگ یرموک بین مسلمانان و رومیان

- ۱۲ رجب ۱۵ هجری: سه شنبه اول شهریور ۱۵هجری شمسی؛ پیروزی مسلمانان در یرموک

- ۲۶ ذی‌الحجة ۲۳ هجری: چهارشنبه ۱۵ آبان ۲۳؛ درگذشت خلیفه عمر بن خطاب

- سوم محرم ۲۴ هجری: سه‌شنبه ۲۱ آبان ۲۳؛ خلافت عثمان بن عفان اموی

- ۴ شعبان ۲۶ هجری: دوشنبه ۲۷ اردیبهشت ۲۶؛ تولد عباس بن علی

- ۲۸ ربیع‌الاول ۳۱: جمعه ۲۹ آبان ۳۰ هجری شمسی؛ قتل یزدگرد و انقراض دولت ساسانی

- اول ذی‌الحجة ۳۱ هجری: شنبه ۲۶ تیر ۳۱؛ در این ماه ابوذر غفاری در تبعید ربذه درگذشت.

- ۸ صفر ۳۵ هجری: دوشنبه ۲۸ مرداد ۳۴؛ درگذشت سلمان فارسی از یاران پیامبر

- اول ذی‌القعده ۳۵ هجری: یکشنبه ۱۴ اردیبهشت ۳۵؛ بازگشت انقلابیون مصری و محاصره دولت خلیفه عثمان

- ۱۸ ذی‌الحجه ۳۵ هجری: جمعه ۳۰ خرداد ۳۵ هجری شمسی؛ قتل خلیفه عثمان بن عفان به دست انقلابیون مصر و عراق؛ بیعت مردم با علی بن ابی‌طالب

- اول ربیع‌الاول ۳۶ هجری: یکشنبه ۹ شهریور ۳۵ هجری شمسی؛ نامهٔ معاویه به علی بن ابی‌طالب مبنی بر سرپیچی

- ۲۹ ربیع‌الاول ۳۶: حرکت علی از مدینه به سمت بصره برای جنگ جمل

- ۱۵ جمادی‌الاخر ۳۶ هجری: جمعه ۲۱ آذر ۳۵ هجری شمسی؛ جنگ جمل و قتل طلحة بن عبیدالله و زبیر بن عوام

- اول رجب ۳۶ هجری: شنبه ۶ دی ۳۵ هجری شمسی؛ فرستادن عایشه از بصره به مدینه به دستور علی بن ابی‌طالب

- ۱۲ رجب ۳۶ هجری: چهارشنبه ۱۷ دی ۳۵ هجری‌شمسی؛ ورود علی به شهر کوفه و انتخاب آن به عنوان پایتخت دولت اسلام

- اول رمضان ۳۶ هجری: سه‌شنبه ۵ اسفند ۳۵ هجری؛ انتصاب محمد بن ابی‌بکر از سوی علی به فرمانداری مصر

- ۵ شوال ۳۶ هجری: دوشنبه ۱۰ فروردین ۳۶ هجری؛ حرکت سپاه علی بن ابی‌طالب به سوی سوریه برای نبرد با معاویه

- اول محرم ۳۷ هجری: دوشنبه اول تیر ۳۶ هجری؛ آتش‌بس موقت میان سپاهیان علی و معاویه در صفین

- اول صفر ۳۷ هجری: چهارشنبه ۳۱ تیر ۳۶؛ پایان آتش‌بس و از سرگیری نبرد صفین این بار به شکل گسترده‌تر بین سپاه علی و معاویه

- ۷ صفر ۳۷ هجری: سه‌شنبه ۶ مرداد ۳۶؛ آغاز مرحلهٔ نبرد سراسری میان دوسپاه علی ومعاویه در صفین

- ۹ صفر ۳۷ هجری: پنج‌شنبه ۸ مرداد ۳۶؛ نبرد شبانه‌روزی در صفین مشهور به نبرد لیلةالهریر؛ قتل عمار بن یاسر

- ۱۰ صفر ۳۷ هجری: جمعه ۹ مرداد ۳۶؛ بالا رفتن قرآن بر نیزه‌های اردوی معاویه و تحمیل حکمیت بر علی بن ابی‌طالب، توقف نبرد صفین

- ۱۳ صفر ۳۷ هجری: دوشنبه ۱۲ مرداد ۳۶؛ امضای قرارداد حکمیت بین علی بن ابی‌طالب و معاویة بن ابوسفیان

- ۱۰ جمادی‌الثانی ۳۷ هجری: عهدنامهٔ علی به اهالی نجران

- ۱۰ شوال ۳۷ هجری: چهارشنبه ۴ فروردین ۳۷؛ بیعت خوارج با عبدالله بن وهب راسبی در کوفه

- ۱۳ شوال ۳۷ هجری: شنبه ۷ فروردین ۳۷؛ خروج خوارج از کوفه به سمت نهروان

- ۹ صفر ۳۸ هجری: سه شنبه ۲۹ تیر ۳۷؛ نبرد نهروان بین علی بن ابی‌طالب و خوارج

- ۱۰ جمادی‌الاولی ۳۸ هجری: یک‌شنبه ۲۵ مهر ۳۷؛ شکست فرماندار علی در مصر، محمد بن ابی‌بکر و سقوط مصر به دست سپاه معاویه به فرماندهی عمروعاص؛

- ۱۵ جمادی‌الاولی ۳۸ هجری: جمعه ۳۰ مهر ۳۷؛ دستگیری و اعدام محمد بن ابی‌بکر به دستور عمروعاص

- ۵ شعبان ۳۸ هجری: یکشنبه ۱۹ دی ۳۷؛ تولد علی بن الحسین مشهور به زین العابدین

- ۲۰ شعبان ۴۰ هجری: سه‌شنبه ۱۱ دی ۳۹؛ ورود ابن ملجم مرادی به کوفه برای قتل علی بن ابی‌طالب

- ۱۹ رمضان ۴۰ هجری: سه‌شنبه ۹ بهمن ۳۹؛ ضربت خوردن علی بن ابی‌طالب در مسجد کوفه به دست ابن ملجم مرادی

- ۲۱ رمضان ۴۰ هجری: پنج‌شنبه ۱۱ بهمن ۳۹؛ شهادت علی‌ بن ابی‌طالب در کوفه

- ۲۵ ربیع‌الاول ۴۱ هجری: پنج‌شنبه ۱۰ مرداد ۴۰ هجری: امضای قرارداد صلح حسن بن علی با معاویة بن ابوسفیان، آغاز دولت بنی‌امیة

- اول جمادی‌الاولی ۴۱ هجری: پنج‌شنبه ۱۴ شهریور ۴۰ هجری: ورود معاویه به شهر کوفه

- ۲۸ صفر ۵۰ هجری: چهارشنبه ۱۰ فروردین ۴۹؛ درگذشت حسن بن علی

- سوم صفر ۵۷ هجری: سه شنبه ۲۸ آبان ۵۵؛ تولد محمد بن علی مشهور به الباقر

- ۱۵ رجب ۶۰ هجری: شنبه ۴ اردی‌بهشت ۵۹؛ درگذشت خلیفه معاویة بن ابی‌سفیان اموی و جانشینی پسرش یزید بن معاویه

- ۲۲ رجب ۶۰ هجری: شنبه ۱۱ اردی‌بهشت ۵۹؛ بیعت مردم شام با یزید بن معاویه

- ۲۸ رجب ۶۰ هجری: جمعه ۱۷ اردی‌بهشت ۵۹ هجری؛ خروج شبانهٔ حسین از مدینه به مکه

- ۳ شعبان ۶۰ هجری: چهارشنبه ۲۲ اردی‌بهشت ۵۹؛ ورود حسین به مکه

- اول رمضان ۶۰: سه شنبه ۱۸ خرداد ۵۹؛ کسوف

- ۱۰ رمضان ۶۰ هجری: پنج‌شنبه ۲۷ خرداد ۵۹؛ وصول نخستین نامه‌های دعوت کوفیان از حسین

- ۱۲ رمضان ۶۰ هجری: شنبه ۲۹ خرداد ۵۹؛ وصول صد وپنجاه دعوتنامهٔ دیگر از سوی کوفیان به نزد حسین

- ۱۴ رمضان ۶۰ هجری: دوشنبه ۳۱ خرداد ۵۹؛ وصول چندهزار امضا از کوفه به مکه مبنی بر دعوت از حسین

- ۱۵ رمضان ۶۰ هجری: سه‌شنبه اول تیر ۵۹؛ آغاز سفر مسلم بن عقیل از مکه به سوی کوفه برای بیعت گرفتن از کوفیان، خسوف کامل

- ۵ شوال ۶۰ هجری: دوشنبه ۲۱ تیر ۵۹؛ ورود مسلم بن عقیل به کوفه

- ۱۱ ذی‌القعده ۶۰ هجری: دوشنبه ۲۵ مرداد ۵۹؛ ارسال نامهٔ مسلم بن عقیل به حسین مبنی بر آمادگی مردم کوفه و مساعد بودن اوضاع شهر کوفه برای قیام

- ۷ ذی‌الحجه ۶۰ هجری: شنبه ۲۰ شهریور ۵۹؛ دستگیری هانی بن عروه رئیس قبیلهٔ مذحج و میزبان مسلم بن عقیل به دستور عبیدالله بن زیاد

- ۸ ذی‌الحجه ۶۰ هجری: یکشنبه ۲۱ شهریور ۵۹؛ خروج حسین بن علی از مکه به سوی کوفه؛ قیام مردم کوفه به رهبری مسلم بن عقیل علیه فرماندار عبیدالله بن زیاد (گماشتهٔ امویان) و شکست قیام

- ۹ ذی‌الحجه ۶۰ هجری: دوشنبه ۲۲ شهریور ۵۹؛ دستگیری مسلم بن عقیل و اعدام مسلم بن عقیل و هانی‌بن عروه به دستور عبیدالله بن زیاد فرماندار دولت اموی در کوفه

- ۲۰ ذی‌الحجة ۶۰ هجری: جمعه ۲ مهر ۵۹؛ ورود کاروان حسین به منطقهٔ فید در عراق

- ۲۲ ذی‌الحجه ۶۰ هجری: یکشنبه ۴ مهر ۵۹؛ اعدام میثم تمار از شیعیان کوفه به دستور عبیدالله بن زیاد

- ۲۶ ذی‌الحجه ۶۰ هجری: پنج‌شنبه ۸ مهرماه ۵۹؛ کاروان حسین در منطقهٔ زرود؛ همراه شدن زهیر بن قین با کاروان حسین؛ رسیدن خبر قتل مسلم و هانی به حسین

- ۲۷ ذی‌الحجه ۶۰ هجری: جمعه ۹ مهرماه ۵۹؛ رسیدن سپاه حر بن یزید ریاحی از سوی عبیدالله بن زیاد به کاروان حسین

- ۲۸ ذی‌الحجه ۶۰ هجری: شنبه ۱۰ مهرماه ۵۹؛ رسیدن خبر قتل عبدالله بن یقطر برادر شیری حسین و قاصد او به کوفه؛ حسین از منطقهٔ عذیب الهجانات عبور می‌کند

- اول محرم ۶۱: دوشنبه ۱۲ مهر ۵۹؛ توقف شبانهٔ کاوران حسین در منزلگاه‌ِ بنی‌مقاتل

- دوم محرم ۶۱: سه شنبه ۱۳ مهر ۵۹؛ ورود کاروان حسین بن علی به کربلا

- سوم محرم ۶۱: چهارشنبه ۱۴ مهر ۵۹؛ ورود سپاه عمر بن سعد به کربلا

- ۶ محرم ۶۱: شنبه ۱۷ مهر ۵۹؛ افزایش قوای عمر بن سعد به بیست هزار نفر؛ حملهٔ گروهان‌هایی از لشکر عمر بن سعد به دهات بنی‌اسد در نزدیکی کربلا برای جلوگیری از پیوستن عشایر اطراف به حسین

- ۷ محرم ۶۱: یکشنبه ۱۸ مهر ۵۹؛ صدور دستور منع آب از اردوگاه حسین به فرمان عبیدالله بن زیاد

- ۸ محرم ۶۱: دوشنبه ۱۹ مهر ۵۹؛ درگیری شبانه و بدون تلفات ۳۰ تن از یاران حسین با نگهبانان رودخانه به منظور به دست آوردن آب؛ ملاقات شبانهٔ حسین بن علی با عمر بن سعد

- ۹ محرم ۶۱: سه شنبه ۲۰ مهر ۵۹؛ ورود شمر به کربلا با دستور حمله از سوی عبیدالله بن زیاد؛ محاصره کامل اردوی حسین

- ۱۰ محرم ۶۱: چهارشنبه ۲۱ مهر ۵۹؛ عاشورای حسینی

- ۱۱ محرم ۶۱: پنج‌شنبه ۲۲ مهر ۵۹؛ انتقال کاروان اسیران کربلا به کوفه؛ تدفین اجساد کشته‌شدگان سپاه عمر بن سعد توسط سپاهیان و سپس حرکت سپاه به سوی کوفه

- ۱۲ محرم ۶۱: جمعه ۲۳ مهر ۵۹؛ ورود کاروان اسیران کربلا به کوفه؛ تدفین پیکر حسین بن علی اجساد کشته‌شدگان سپاه حسین توسط عشایر بنی‌اسد

- ۱۳ محرم ۶۱: شنبه ۲۴ مهر ۵۹؛ قتل عبدالله بن عفیف کندی به دستور عبیدالله بن زیاد به خاطر اعتراضش به فاجعهٔ کربلا

- ۱۵ محرم ۶۱: دوشنبه ۲۶ مهر ۵۹؛ ارسال کاروان اسیران کربلا به دمشق

- اول صفر ۶۱: چهارشنبه ۱۲ آبان ۵۹؛ ورود اسیران کربلا به دمشق (مرکز خلافت اموی)

- ۵ صفر ۶۱: یکشنبه ۱۶ آبان ۵۹؛ درگذشت رقیه دختر حسین بن علی در دمشق

- ۲۰ صفر ۶۱: دوشنبه اول آذر ۵۹؛ نخستین اربعین حسینی که با زیارت قبر حسین توسط جابر بن عبدالله انصاری از یاران کهنسال پیامبر برگزار می‌شود

- ۱۵ رجب ۶۲: یکشنبه ۱۳ فروردین ۶۱؛ درگذشت زینب دختر علی و خواهر حسین از بازماندگان حادثهٔ کربلا

- ۲۶ ذی‌الحجة ۶۳: چهارشنبه ۷ شهریور ۶۲؛ آغاز نبرد میان سپاه یزید بن معاویه به فرماندهی مسلم بن عقبه و نیروهای شورشی و معترض مدینه

- ۲۸ ذی‌الحجه ۶۳: جمعه ۹ شهریور ۶۲؛ واقعهٔ حره و قتل عام مردم مدینه به دست سپاه یزید بن معاویه به فرماندهی مسلم بن عقبه

- ۲۳ محرم ۶۴: دوشنبه ۲ مهر ۶۲؛ درگذشت مسلم بن عقبه فرماندهٔ سپاه یزید در مسیر حرکت به مکه برای سرکوبی شورش عبدالله بن زبیر. حصین بن نمیر جانشین او می‌شود.

- ۲۶ محرم ۶۴ هجری: پنج‌شنبه ۵ مهر ۶۲؛ آغاز محاصره مکه به دست سپاهیان یزید (به فرماندهی حصین بن نمیر) به منظور سرکوب عبدالله بن زبیر

- اول ربیع‌الاول ۶۴ هجری: چهارشنبه ۹ آبان ۶۲؛ کشته شدن مسور بن مخرمة در خانه خدا

- سوم ربیع‌الاول ۶۴ هجری: جمعه ۱۱ آبان ۶۲؛ سنگباران شهر مکه با منجنیق‌های آتشین توسط سپاه یزید به فرماندهی حصین بن نمیر؛ سوزانده شدن کعبه

- ۱۴ ربیع‌الاول ۶۴ هجری: سه‌شنبه ۲۲ آبان ۶۲؛ درگذشت یزید بن معاویه و جانشینی پسرش معاویة بن یزید

- اول ربیع‌الثانی ۶۴ هجری: جمعه ۹ آذر ۶۲؛ رسیدن خبر مرگ یزید به سپاهیانش در مکه؛ پایان محاصره وسنگباران مکه؛ بازگشت سپاهیان یزید به دمشق و بیعت مردم مکه با عبدالله بن زبیر به عنوان خلیفهٔ مسلمین

- ۲۵ ربیع‌الثانی ۶۴ هجری: شنبه ۳ آذر ۶۲؛ استعفای معاویة بن یزید. مروان بن حکم اموی به‌طور موقت قدرت را به دست می‌گیرد.

- ۲۵ جمادی‌الاولی ۶۴ هجری: سه‌شنبه ۲ بهمن ۶۲؛ درگذشت مشکوک معاویة بن یزید

- اول جمادی‌الثانی ۶۴ هجری: دوشنبه ۸ بهمن ۶۲؛ مردم بصره عبیدالله بن زیاد را کنار زده و عبدالله بن حارث را به فرمانداری بر می‌گزینند. عبیدالله در خانهٔ سران بصره پنهان می‌شود.

- اول شوال ۶۴ هجری: یکشنبه ۴ خرداد ۶۴؛ جنگ بصره میان هواداران عبدالله بن زبیر و طرفداران عبیدالله بن زیاد. پیروزی هواداران عبدالله بن زبیر و فرار شبانهٔ عبیدالله به دمشق.

- ۳ ذی‌القعده ۶۴ هجری: چهارشنبه ۴ تیر ۶۳؛ بیعت بنی‌امیه با مروان بن حکم و انتقال خلافت از خانوادهٔ ابوسفیان به خانوادهٔ حکم بن ابی‌العاص بن امیه (شرط بیعت این بود که پس از مرگ مروان، پسر خردسال یزید به خلافت برسد اما این اتفاق نیفتاد و خلافت در خاندان مروان باقی‌ماند تا انقراض دولت اموی)

- ۲۵ ذی‌القعده ۶۴ هجری: پنج‌شنبه ۲۶ تیر ۶۳؛ آغاز نبرد مرج‌راهط بین طرفداران دولت بنی‌امیه به ریاست مروان بن حکم و طرفداران دولت عبدالله بن زبیر به فرماندهی ضحاک بن قیس در سوریه

- ۱۵ ذی‌الحجه ۶۴ هجری: چهارشنبه ۱۵ مرداد ۶۳؛ قتل ضحاک بن قیس و پایان جنگ مرج‌راهط به نفع بنی‌امیه؛ تثبیت دولت اموی در سوریه

- اول ربیع‌الثانی ۶۵ هجری: سه‌شنبه ۲۷ آبان ۶۳؛ آغاز قیام توابین به رهبری سلیمان بن صرد خزاعی به منظور خونخواهی حسین و تأسیس دولت شیعی

- دوم ربیع‌الثانی ۶۵ هجری: چهارشنبه ۲۸ آبان ۶۳؛ گردآمدن ۴ هزار نفر از توابین در اردوگاه نخیله

- ۴ ربیع‌الثانی ۶۵ هجری: جمعه ۳۰ آبان ۶۳؛ خروج لشکر توابین از کوفه به قصد زیارت حسین بن علی به کربلا

- ۵ ربیع‌الثانی ۶۵ هجری: شنبه اول آذر ۶۳؛ زیارت قبر حسین توسط توابین

- ۶ ربیع‌الثانی ۶۵ هجری: یکشنبه دوم آذر ۶۳؛ حرکت سپاه توابین از کربلا به سوی دمشق

- ۱۷ جمادی‌الاولی ۶۵ هجری: جمعه ۱۲ دی ۶۳؛ اردو زدن سپاه توابین در عین‌الورده در سوریه

- ۲۲ جمادی‌الاولی ۶۵ هجری: چهارشنبه ۱۷ دی ۶۳؛ ورود لشکر دوازده‌هزارنفری امویان به فرماندهی حصین بن نمیر به عین‌الورده و نبرد نخستین؛ پیروزی توابین

- ۲۳ جمادی‌الاولی ۶۵ هجری: پنج‌شنبه ۱۸ دی ۶۳؛ افزایش ۸ هزار نیروی کمکی به سپاه امویان؛ ادامه نبرد بین سپاه توابین وسپاه امویان

- ۲۴ جمادی‌الاولی ۶۵هجری: جمعه ۱۹ دی ۶۳؛ شکست توابین به دست عبیدالله بن زیاد فرماندهٔ کل نیروهای اموی؛ کشته شدن سران توابین و سلیمان بن صرد در جریان جنگ؛ نجات‌یافتگان به سمت کوفه می‌روند.

- ۳ رمضان ۶۵ هجری: پنج‌شنبه ۲۷ فروردین ۶۴؛ درگذشت مروان بن حکم خلیفهٔ امویان؛ جانشینی عبدالملک بن مروان

- ۲۴ رمضان ۶۵ هجری: پنج‌شنبه ۱۸ اردی‌بهشت ۶۴؛ ورود عبدالله بن مطیع به کوفه به عنوان فرماندار از سوی عبدالله بن زبیر

- ۱۱ ربیع‌الاول ۶۶هجری: دوشنبه ۲۷ مهر ۶۴؛ تشدید نیروهای شرطی در کوفه از سوی عبدالله بن مطیع برای جلوگیری از قیام مختار و شیعیان هوادارش

- ۱۲ ربیع‌الاول ۶۶ هجری: سه‌شنبه ۲۸ مهر ۶۴؛ آغاز قیام مختار بن ابوعبید ثقفی و آغاز جنگ شهری در کوفه بین نیروهای عبدالله بن مطیع (فرماندار عبدالله بن زبیر) و نیروهای مختار به فرماندهی ابراهیم بن مالک اشتر

- ۱۳ ربیع‌الاول ۶۶ هجری: چهارشنبه ۲۹ مهر ۶۴؛ محاصرهٔ فرمانداری کوفه توسط نیروهای مختار

- ۱۶ ربیع‌الاول ۶۶ هجری: شنبه ۲ آبان ۶۴؛ فرار عبدالله بن مطیع از فرمانداری و پنهان‌شدن او در خانهٔ نوادگان ابوموسی اشعری؛ ورود مختار به قصر فرمانداری

- ۱۹ ذی‌الحجه ۶۶ هجری: سه‌شنبه ۲۹ تیر ۶۵؛ نخستین نبر سپاه مختار به فرماندهی یزید بن انس با سپاه امویان به فرماندهی عبیدالله بن زیاد در نزدیکی موصل؛ پیروزی سپاه مختار؛ درگذشت یزید بن انس بر اثر بیماری؛ شایعهٔ شکست سپاه مختار در کوفه

- ۲۰  ذی‌الحجه ۶۶ هجری: چهارشنبه ۳۰ تیر ۶۵؛ ارسال نیروی تقویتی از کوفه به فرماندهی ابراهیم بن مالک اشتر به سوی موصل؛ تصمیم اشراف کوفه برای شورش علیه مختار

- ۲۱ ذی‌الحجه ۶۶ هجری: پنج‌شنبه ۳۱ تیر ۶۵؛ شورش اشراف کوفه علیه مختار؛ ارسال پیک مختار به ابراهیم بن مالک اشتر و بازگشت او از مأموریتش برای نبرد با اشراف؛ جنگ داخلی در کوفه؛ کشته شدن بسیاری از قاتلین حسین به دست مختار؛ سرکوب شورش اشراف

- ۲۵ ذی‌الحجه ۶۶ هجری: دوشنبه ۴ مرداد ۶۵؛ حرکت مجدد سپاه ابراهیم بن مالک اشتر به سوی موصل برای نبرد با سپاه امویان به فرماندهی عبیدالله بن زیاد

- ۱۰ محرم ۶۷ هجری: دوشنبه ۱۸ مرداد ۶۵؛ قتل عبیدالله بن زیاد در نبرد با سپاه مختار (به فرماندهی ابراهیم بن اشتر) در نبرد خازر در نزدیکی موصل

- ۱۴ رمضان ۶۷هجری: چهارشنبه ۱۷ فروردین ۶۶؛ قتل مختار در نبرد با مصعب بن زبیر برادر عبدالله بن زبیر؛ اعدام شش‌هزار هوادار ایرانی و عرب مختار

- ۱۳ جمادی‌الاولی ۷۲ هجری: پنج‌شنبه ۲۳ مهر ۷۰: قتل مصعب بن زبیر و ابراهیم بن مالک اشتر در نبرد با سپاه عبدالملک بن مروان اموی به فرماندهی حجاج بن یوسف ثقفی

- اول ذی‌القعده ۷۳ هجری: دوشنبه ۹ فروردین ۷۱: آغا زمحاصرهٔ عبدالله بن زبیر در مکه توسط سپاه امویان به فرماندهی حجاج بن یوسف ثقفی

- ۱۷ جمادی‌الاولی ۷۳ هجری: جمعه ۱۶ مهر ۷۱: قتل عبدالله بن زبیر و پایان محاصرهٔ مکه با پیروزی امویان و حجاج بن یوسف

- اول محرم ۸۱ هجری: پنج‌شنبه ۱۰ اسفند ۷۸؛ درگذشت محمد بن حنفیه

- ۱۷ ربیع‌الاول ۸۳ هجری: پنج‌شنبه ۳ اردی‌بهشت ۸۱؛ تولد جعفر بن محمد مشهور به الصادق

- ۱۲ محرم ۹۵ هجری: شنبه ۱۸ مهر ۹۲؛ درگذشت علی بن الحسین مشهور به زین العابدین

- ۱۳ جمادی‌الثانی ۹۶ هجری: شنبه ۷ اسفند ۹۳؛ درگذشت خلیفه ولید بن عبدالملک اموی؛ جانشینی سلیمان بن عبدالملک اموی

- ۱۰ صفر ۹۹ هجری: چهارشنبه ۳ مهر ۹۶؛ درگذشت خلیفه سلیمان بن عبدالملک اموی، خلافت عمر بن عبدالعزیز

- ۲۴ رجب ۱۰۱ هجری: جمعه ۲۳ بهمن ۹۸؛ درگذشت خلیفه عمر بن عبدالعزیز اموی وخلافت یزید بن عبدالملک

- ۱۵ صفر ۱۰۲ هجری: چهارشنبه ۸ آذر ۹۹؛ جنگ یزید بن مهلب (سردار شورشی) با خلیفه یزید بن عبدالملک اموی